# 가와베군

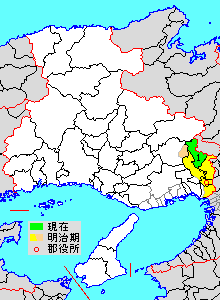
효고현 가와베군의 위치 (녹색: 이나가와정 연노랑: 후에 다른 군에 편입된 구역)

가와베군(일본어: 川辺郡)은 일본 효고현(셋쓰국)에 있는 군이다.
인구 27,715명, 면적 90.33km², 인구밀도 307명/km².(2025년 3월 1일, 추계인구)
이하 1정으로 구성된다.
- 이나가와정(猪名川町)

## 군역
1879년 행정 구역으로 발족 당시의 군역은 위의 1정 외에 아래 구역에 해당한다.
- 가와니시시 전역
- 이타미시의 대부분
- 아마가사키시의 대부분
- 다카라즈카시의 대부분
- 산다시의 일부
- 오사카부 도요노군 도요노정의 일부

이 가운데 가와니시시, 이타미시, 다카라즈카시, 이나가와정의 3시 1정은 "한신 북부 광역 행정 추진 협의회"가 있어 서로 행정상의 교류를 도모하고 있다.

## 역사
- 1879년 1월 8일 - 군구정촌 편제법이 효고현에서 시행되면서 행정 구역으로서의 가와베군이 발족.

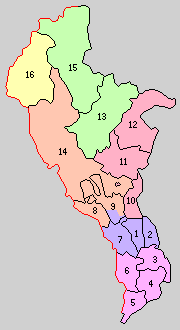
1.이타미정 2.가미쓰촌 3.소노다촌 4.오다촌 5.아마가사키정 6.다치바나촌 7.이나노촌 8.고하마촌 9.나가오촌 10.가와니시촌 11.다다촌 12.히가시타니촌 13.나카타니촌 14.니시타니촌 15.무쓰세촌 16.다카히라촌 (분홍: 아마가사키시 보라: 이타미시 주황: 다카라즈카시 빨강: 가와니시시 노랑: 산다시 녹색: 이나가와정)

- 1889년 4월 1일 - 정촌제 시행으로, 아래의 정촌이 발족.(2정 14촌)
  - 이타미정(伊丹町): 현 이타미시
  - 가미쓰촌(神津村): 현 이타미시
  - 소노다촌(園田村): 현 아마가사키시
  - 오다촌(小田村): 현 아마가사키시
  - 아마가사키정(尼崎町): 현 아마가사키시
  - 다치바나촌(立花村): 현 아마가사키시
  - 이나노촌(稲野村): 현 이타미시
  - 고하마촌(小浜村): 현 다카라즈카시
  - 나가오촌(長尾村): 현 다카라즈카시
  - 가와니시촌(川西村): 현 가와니시시
  - 다다촌(多田村): 현 가와니시시
  - 히가시타니촌(東谷村): 현 가와니시시
  - 나카타니촌(中谷村): 현 이나가와정
  - 니시타니촌(西谷村): 현 다카라즈카시
  - 무쓰세촌(六瀬村): 현 이나가와정
  - 다카히라촌(高平村): 현 산다시
  - 일부는 무코군 무코촌, 일부는 오사카부 노세군 요시카와촌의 각각 일부가 됨.
- 1896년 4월 1일 - 다카히라촌의 소속이 아리마군으로 변경.(2정 13촌)

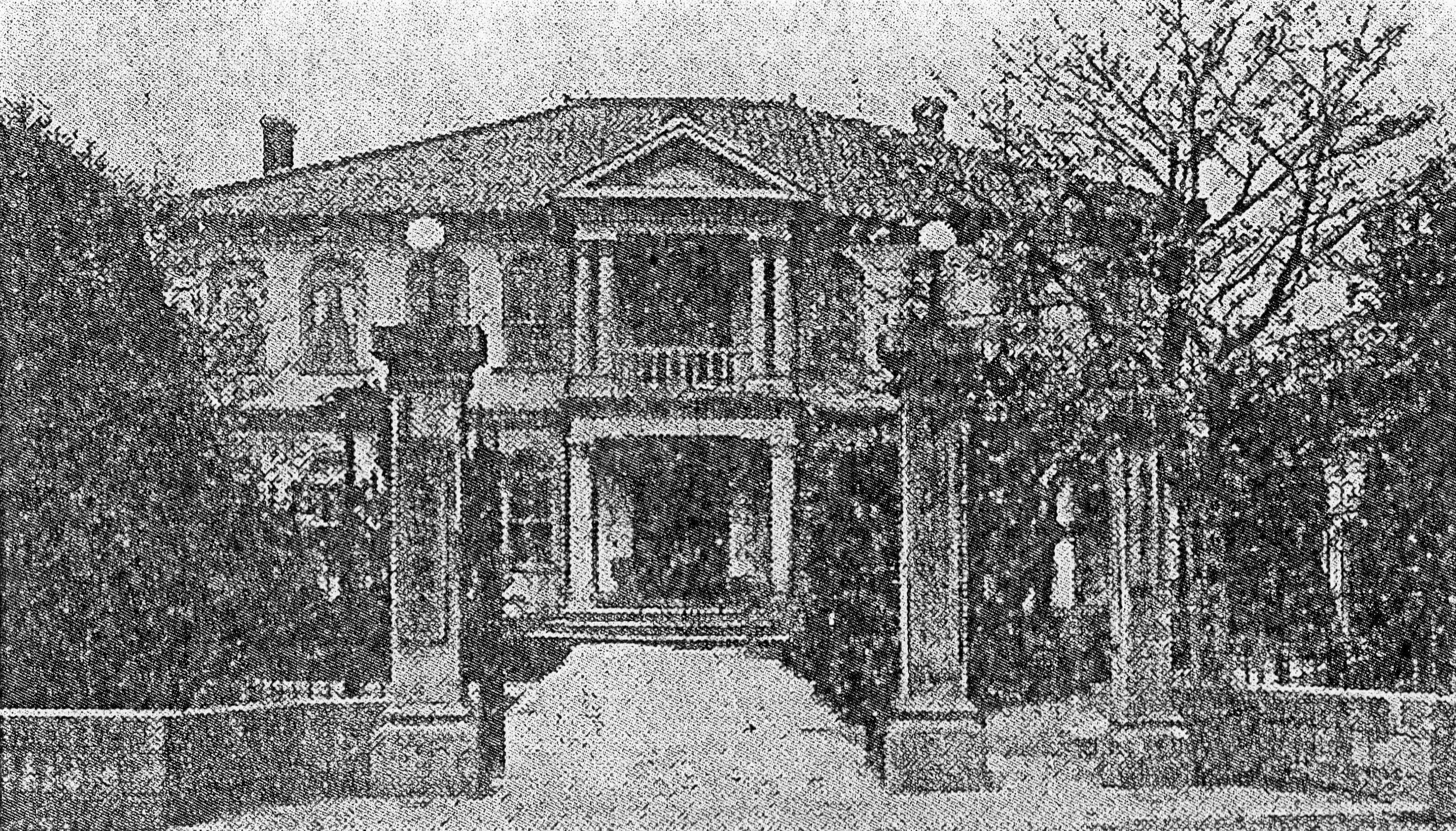
가와베군 군청(이타미정)

- 1916년 4월 1일 - 아마가사키정이 다치바나촌의 일부와 합병하여 아마가사키시(尼崎市)가 발족, 군에서 이탈.(1정 13촌)
- 1925년 10월 1일 - 가와니시촌이 정제 시행으로 가와니시정(川西町)이 됨.(2정 12촌)
- 1936년)4월 1일 - 오다촌이 아마가사키시와 합병하여 새로이 아마가사키시가 발족, 군에서 이탈.(2정 11촌)
- 1940년 11월 10일 - 이타미정·이나노촌이 합병하여, 이타미시(伊丹市)가 발족, 군에서 이탈.(1정 10촌)
- 1942년 2월 11일 - 다치바나촌이 아마가사키시에 편입.(1정 9촌)
- 1947년 3월 1일(1정 7촌)
  - 가미쓰촌이 이타미시에 편입.
  - 소노다촌이 아마가사키시에 편입.
- 1951년 3월 15일 - 고하마촌이 정제 시행과 개칭으로 다카라즈카정(宝塚町)이 됨.(2정 6촌)
- 1954년
  - 4월 1일 - 다카라즈카정이 무코군 료겐촌과 합병하여 다카라즈카시(宝塚市)가 발족, 군에서 이탈.(1정 6촌)
  - 8월 1일 - 가와니시정·다다촌·히가시타니촌이 합병하여, 가와니시시(川西市)가 발족, 군에서 이탈.(4촌)
- 1955년
  - 3월 10일 - 나가오촌이 다카라즈카시에 편입.(3촌)
  - 3월 14일 - 니시타니촌이 다카라즈카시에 편입.(2촌)
  - 4월 10일 - 나카타니촌·무쓰세촌이 합병하여, 이나가와정(猪名川町)이 발족.(1정)